# Colletes susannae
Colletes susannae är en solitär biart som beskrevs av Swenk 1925. Den ingår i släktet sidenbin och familjen korttungebin. Inga underarter finns listade i Catalogue of Life.

## Beskrivning
Huvud och mellankropp har tät, vit päls: Vingarna är klara, med ljusgula ribbor. Bakkroppen är svart med vitaktiga, otydligt avgränsade hårband längs tergiternas (ovansidans segment) bakkanter. Kroppslängden är omkring 10 mm, lika för båda könen.

## Ekologi
Arten flyger från juli till mitten av augusti och besöker växter som korgblommiga växter (solrosor) samt ärtväxter (segelbuskar och Dalea).

## Utbredning
Utbredningsområdet omfattar västra till centrala Nordamerika från Alberta till Manitoba i Kanada, samt från Colorado, Nebraska och South Dakota till Minnesota, Iowa och Wisconsin i USA.